# Knife Angel

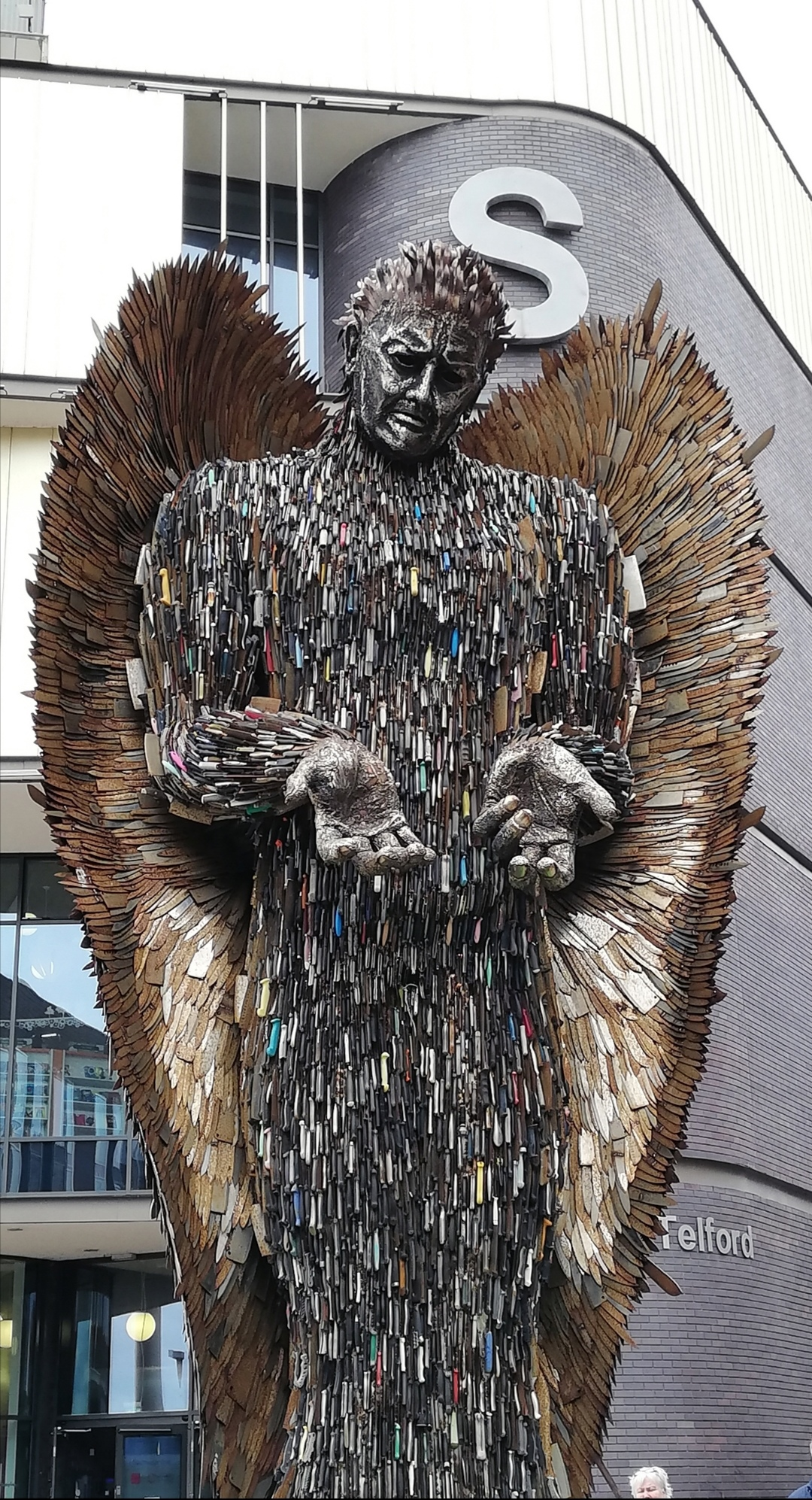
Knife Angel

Knife Angel (Nożowy Anioł), zwany też National Monument Against Violence & Aggression (Narodowy Pomnik Przeciw Przemocy i Agresji) – rzeźba utworzona ze 100 tysięcy noży przez artystę Alfie Bradleya i British Ironworks Centre z Oswestry w Anglii.
Tworzenie wysokiej na 27 stóp (823 cm) rzeźby rozpoczęto w roku 2015, a ukończono 3 lata później.
Noże do konstrukcji rzeźby pozyskano z konfiskat policyjnych oraz od osób zachęconych kampanią „Save a live, surrender your knife” (Ocal życie, oddaj nóż) do dobrowolnego przekazania ich policji. W akcji wzięło udział 41 jednostek policyjnych z całej Anglii. Z kolei według informacji zamieszczonych na stronie British Ironworks Centre, od policji pochodziło 30% noży, resztę natomiast wyprodukowano w tym zakładzie. Na skrzydłach anioła wyryto informację o ofiarach przestępstw z użyciem noża. Niektórym rodzinom ofiar nie spodobała się jednak idea pomnika tego typu i protestowały w mediach społecznościowych przeciwko jego ekspozycji.
Rzeźba nie ma stałego miejsca ekspozycji, była wystawiana w różnych miastach Anglii, m.in. w Coventry, Birmingham, Hull, Leeds i Bristolu.